# Giải vô địch bóng ném nữ thế giới
Giải vô địch bóng ném nữ thế giới (tiếng Anh: World Women's Handball Championship) là một giải tranh chức vô địch dành cho các đội tuyển bóng ném nữ các nước. Giải này do Liên đoàn bóng ném thế giới tổ chức, mỗi 2 năm một lần. Giải được tổ chức lần đầu năm 1957.

## Tổng kết các giải
| Năm          | Nước chủ nhà               |           | Tranh huy chương vàng | Tranh huy chương vàng | Tranh huy chương vàng |                      | Tranh huy chương đồng | Tranh huy chương đồng | Tranh huy chương đồng |
| Năm          | Nước chủ nhà               | Vàng      | Tỷ số                 | Bạc                   | Đồng                  | Tỷ số                | Hạng tư               |                       |                       |
| ------------ | -------------------------- | --------- | --------------------- | --------------------- | --------------------- | -------------------- | --------------------- | --------------------- | --------------------- |
| 1957 Details | Nam Tư                     | Tiệp Khắc | 7 - 1                 | Hungary               | Nam Tư                | 9 - 6                | Tây Đức               |                       |                       |
| 1962 Details | România                    | România   | 8 - 5                 | Đan Mạch              | Tiệp Khắc             | 6 - 5                | Nam Tư                |                       |                       |
| 1965 Details | Tây Đức                    | Hungary   | 5 - 3                 | Nam Tư                | Tây Đức               | 11 - 10              | Tiệp Khắc             |                       |                       |
| 1971 Details | Hà Lan                     | Đông Đức  | 11 - 8                | Nam Tư                | Hungary               | 12 - 11              | România               |                       |                       |
| 1973 Details | Nam Tư                     | Nam Tư    | 16 - 11               | România               | Liên Xô               | 20 - 12              | România               |                       |                       |
| 1975 Details | Liên Xô                    | Đông Đức  | no final              | Liên Xô               | Hungary               | no 3rd place playoff | România               |                       |                       |
| 1978 Details | Tiệp Khắc                  | Đông Đức  | no final              | Liên Xô               | Hungary               | no 3rd place playoff | Tiệp Khắc             |                       |                       |
| 1982 Details | Hungary                    | Liên Xô   | no final              | Hungary               | Nam Tư                | no 3rd place playoff | Đông Đức              |                       |                       |
| 1986 Details | Hà Lan                     | Liên Xô   | 30 - 22               | Tiệp Khắc             | Na Uy                 | 23 - 19              | Đông Đức              |                       |                       |
| 1990 Details | Hàn Quốc                   | Liên Xô   | 24 - 22               | Nam Tư                | Đông Đức              | 25 - 19              | Tây Đức               |                       |                       |
| 1993 Details | Na Uy                      | Đức       | 22 - 21 OT            | Đan Mạch              | Na Uy                 | 20 - 19              | România               |                       |                       |
| 1995 Details | Áo / Hungary               | Hàn Quốc  | 25 - 20               | Hungary               | Đan Mạch              | 25 - 24              | Na Uy                 |                       |                       |
| 1997 Details | Đức                        | Đan Mạch  | 33 - 20               | Na Uy                 | Đức                   | 27 - 25              | Nga                   |                       |                       |
| 1999 Details | Đan Mạch / Na Uy           | Na Uy     | 25 - 24 2OT           | Pháp                  | Áo                    | 31 - 28 OT           | România               |                       |                       |
| 2001 Details | Ý                          | Nga       | 30 - 25               | Na Uy                 | Nam Tư                | 42 - 40              | Đan Mạch              |                       |                       |
| 2003 Details | Croatia                    | Pháp      | 32 - 29 OT            | Hungary               | Hàn Quốc              | 31 - 29              | Ukraina               |                       |                       |
| 2005 Details | Nga                        | Nga       | 28 - 23               | România               | Hungary               | 27 - 24              | Đan Mạch              |                       |                       |
| 2007 Details | Pháp                       | Nga       | 29 - 24               | Na Uy                 | Đức                   | 36 - 35 OT           | România               |                       |                       |
| 2009 Details | Trung Quốc                 | Nga       | 25 - 22               | Pháp                  | Na Uy                 | 31 - 26              | Tây Ban Nha           |                       |                       |
| 2011 Details | Brasil                     | Na Uy     | 32–24                 | Pháp                  | Tây Ban Nha           | 24–18                | Đan Mạch              | 24                    |                       |
| 2013 Details | Serbia                     | Brasil    | 22–20                 | Serbia                | Đan Mạch              | 30–26                | Ba Lan                | 24                    |                       |
| 2015 Details | Đan Mạch                   | Na Uy     | 31–23                 | Hà Lan                | Ba Lan                | 31–22                | Ba Lan                | 24                    |                       |
| 2017 Details | Đức                        | Pháp      | 23–21                 | Na Uy                 | Hà Lan                | 24–21                | Thụy Điển             | 24                    |                       |
| 2019 Details | Nhật Bản                   | Hà Lan    | 30–29                 | Tây Ban Nha           | Nga                   | 33–28                | Na Uy                 | 24                    |                       |
| 2021 Details | Tây Ban Nha                | Na Uy     | 29–22                 | Pháp                  | Đan Mạch              | 35–28                | Tây Ban Nha           | 32                    |                       |
| 2023 Details | Đan Mạch/ Na Uy/ Thụy Điển |           |                       |                       |                       |                      |                       | 32                    |                       |
| 2025 Details | Đức/ Hà Lan                |           |                       |                       |                       |                      | 32                    |                       |                       |
| 2027 Details | Hungary                    |           |                       |                       |                       |                      |                       | 32                    |                       |

## Bảng tổng kết huy chương
| Hạng                | Đoàn                | Vàng | Bạc | Đồng | Tổng số |
| ------------------- | ------------------- | ---- | --- | ---- | ------- |
| 1                   | Na Uy               | 4    | 4   | 3    | 11      |
| 2                   | Nga                 | 4    | 0   | 1    | 5       |
| 3                   | Liên Xô             | 3    | 2   | 1    | 6       |
| 4                   | Đông Đức            | 3    | 0   | 1    | 4       |
| 5                   | Pháp                | 2    | 4   | 0    | 6       |
| 6                   | Hungary             | 1    | 4   | 4    | 9       |
| 7                   | Nam Tư              | 1    | 3   | 2    | 6       |
| 8                   | Đan Mạch            | 1    | 2   | 3    | 6       |
| 9                   | România             | 1    | 2   | 1    | 4       |
| 10                  | Hà Lan              | 1    | 1   | 1    | 3       |
| 10                  | Tiệp Khắc           | 1    | 1   | 1    | 3       |
| 12                  | Đức                 | 1    | 0   | 2    | 3       |
| 13                  | Hàn Quốc            | 1    | 0   | 1    | 2       |
| 14                  | Brasil              | 1    | 0   | 0    | 1       |
| 15                  | Tây Ban Nha         | 0    | 1   | 1    | 2       |
| 16                  | Serbia              | 0    | 1   | 0    | 1       |
| 17                  | Nam Tư              | 0    | 0   | 1    | 1       |
| 17                  | Tây Đức             | 0    | 0   | 1    | 1       |
| 17                  | Áo                  | 0    | 0   | 1    | 1       |
| Tổng số (19 đơn vị) | Tổng số (19 đơn vị) | 25   | 25  | 25   | 75      |